# Filiczky Tódor
Filiczky Tódor, Filiczky Emil Ágost Tivadar (Szentgyörgy, 1829. augusztus 3. (keresztelés) – Sopron, 1882. október 2.) orvos, Sopron város tiszti főorvosa.

## Élete
Filiczky Sámuel szentgyörgyi evangélikus lelkész és Richter Mária Jozefa fia volt. Sopron város tiszti főorvosa, a bécsi orvosi fakultás tagja volt. 1869-ben Glozer József városkapitánnyal és Klauzer Károly tanácsossal együtt javaslatot nyújtottak be a soproni városi tanács éle, melyben a hagyományostól eltérő, korszerű megoldást ajánlottak a főbb közterületek öntözésére. Eszerint az utcákat locsolókocsikkal és tömlőkkel tervezték öntözni április 15-től szeptember 30-ig. Ezt a javaslatot a tanács el is fogadta. 1871-től a soproni meteorológiai állomás vezetője volt, megfigyeléseket végzett. 1881-ben megbetegedett, rá egy évre, 54 éves korában halt meg, 1882-ben. Felesége Szeidenfort Ida volt.
Orvosi jelentéseket irt 1858-tól fogva a soproni szembetegek osztályáról a Zeitschrift für Natur und Heilkunde c. folyóiratba.